# エレズ検問所
エレズ検問所（エレズけんもんじょ、アラビア語: معبر بيت حانون、ヘブライ語: מעבר ארז）は、イスラエルとパレスチナ自治区の飛び地であるガザ地区の境にある検問所。ガザ地区の最も北にある検問所で事実上、国境検問所として機能している。ガザ地区の最南端のケレム・シャローム検問所から約43.4キロに位置する。

## 概要
長らくイスラエルの実効支配下にあり、2006年にハマースがガザ地区を実効支配して以降、イスラエル側の都合や人道的理由がある場合を除き閉鎖。物資や人的な移動が厳しく制限されてきたが、2021年頃からは、イスラエル側が労働者などの受け入れ枠を拡大したことに伴い、検問所を通過できる対象者は一時的に増加する兆候が見えた。
2023年10月7日に発生した、2023年パレスチナ・イスラエル戦争の際には、序盤でエレズ検問所もハマースの襲撃対象となり、銃撃戦の上で検問所が突破される映像が公開された。
その後、イスラエルは反攻に転じてガザ北部の支配権を確保。ガザ地区の避難民の多くが飢餓状態となったこともあり、2024年4月4日までの閣議でエレズ検問所の開放を了承した。